# Kalaznó
Kalaznó (németül: Gallas vagy Kallaß) község Tolna vármegyében, a Tamási járásban.

## Fekvése
A Tolnai-Hegyhát területén helyezkedik el, Hőgyésztől 6 kilométerre keletre.
A közvetlenül határos települések: észak felől Szakadát, északkelet felől Varsád, délkelet felől Felsőnána, dél-délkelet felől Murga, nyugat felől Hőgyész, északnyugat felől pedig Diósberény. Csak nagyon kevés híja van annak, hogy nem határos dél felől még Tevellel is.

### Megközelítése
Zsáktelepülés, csak közúton érhető el, a 65-ös főútról Hőgyész déli szélén kiágazó 63 127-es számú mellékúton.

## Története
A település első említése 1313-ból származik, Kalizno formában. A helység nevének írásmódja a középkorban erősen váltakozott: a forrásokban a Kolozno (1331), Kalazna (1344, 1353), Kalaznya (1345), Kalaznio (1561), Kalaznyo (1564), Kalaszno, Kalaszna, Kaloszna (1735–1740) nevek szerepelnek. A török adóösszeírásokban e névváltozatok mellett a Felső-Kaláznyó, Alsó-Kaláznyó helynév is föltűnik. Feltehetően a Felső-Kalaznónak nevezett falurészben laktak a nemesek, míg a jobbágyok Alsó-Kalaznón éltek.
A község neve a XVIII. századi katonai térképen Kalásznó formában jelenik meg. A későbbi térképeken már a ma is élő Kalaznó név olvasható, amely a XIX. században vált hivatalossá.
Kalaznó jellegzetes Dél-dunántúli német ajkú település volt a török hódoltság utáni betelepítések miatt.
Lakossága 1910-ben 903 fő volt, ebből magyarnak 61 (6,8%), németnek 838 fő (92,8%) vallotta magát. A történeti demográfiában a 90% fölötti részarányú nemzetiségű helységeket a szín- jelzővel illusztrálják, ebben a korban Kalaznó tehát színnémetnek volt mondható. A faluból 377 személy, 41,7% beszélte a magyar nyelvet, vagyis még ekkor is a falu többsége csak németül tudott. A 903 lakos jórészt evangélikus vallású volt (832 fő: 92,1%); ezenfelül 58 római katolikus, 7 izraelita, és 3-3 görög katolikus illetve református személy élt Kalaznón.
1941-re a népesség 823 főre csökkent, de a németség részaránya valamelyest még tovább nőtt, létszámuk ekkor 782 fő (95%). Magyarnak 41 személy vallotta magát (5%). Az evangélikusok száma 733 fővel 89%-ra csökkent, római katolikus hitű 80 fő volt (9,7%), az izraelita vallás pedig eltűnt a faluból.

## Közélete

### Polgármesterei
- 1990–1994: Szőts Ambrus (független)[3]
- 1994–1998: Szőts Ambrus (független)[4]
- 1998–2002: Szőts Ambrus (független)[5]
- 2002–2006: László János (független)[6]
- 2006–2010: László János (független)[7]
- 2010–2014: Máté Ambrus (független)[8]
- 2014–2019: László János (független)[9]
- 2019–2024: Frei-Kovács, később Mayer-Kovács Mónika (független)[10]
- 2024– : Mayer-Kovács Mónika (Fidesz-KDNP)[1]

## Népesség
A település népességének változása:
| Lakosok száma | 145  | 133  | 138  | 117  | 121  | 132  | 117  |
|               | 2013 | 2014 | 2015 | 2021 | 2022 | 2023 | 2024 |

A 2011-es népszámlálás során a lakosok 98,7%-a magyarnak, 2,5% cigánynak, 0,6% horvátnak, 1,3% németnek mondta magát (1,3% nem nyilatkozott; a kettős identitások miatt a végösszeg nagyobb lehet 100%-nál). A vallási megoszlás a következő volt: római katolikus 65,2%, református 10,1%, evangélikus 0,6%, görögkatolikus 0,6%, felekezeten kívüli 18,4% (3,8% nem nyilatkozott).
2022-ben a lakosság 77,7%-a vallotta magát magyarnak, 9,9% cigánynak, 5% németnek, 0,8% horvátnak, 5,8% egyéb, nem hazai nemzetiségűnek (19% nem nyilatkozott; a kettős identitások miatt a végösszeg nagyobb lehet 100%-nál). Vallásuk szerint 24,8% volt római katolikus, 5,8% református, 0,8% görög katolikus, 24% felekezeten kívüli (44,6% nem válaszolt).

## Nevezetes személyek
- Itt született Köves-Zulauf Tamás (1923–2022) klasszika-filológus és vallástörténész